# Пабло Б'янкі
Пабло Б'янкі (ісп. Pablo Bianchi; нар. 27 лютого 1975) — колишній аргентинський тенісист.
Найвищу одиночну позицію світового рейтингу — 287 місце досяг 21 травня 2001, парну — 365 місце — 12 жовтня 1998 року.

## Титули ITF Ф'ючерс

### Одиночний розряд: (2)
| Ранг | Дата     | Турнір                     | Покриття | Суперник                   | Рахунок       |
| ---- | -------- | -------------------------- | -------- | -------------------------- | ------------- |
| 1.   | Сер 2000 | Аргентина F9, Буенос-Айрес | Ґрунт    | Ігнасіо Гонсалес Кінґ      | 5–3, 4–0, 4–0 |
| 2.   | Бер 2001 | Аргентина F1, Мендоса      | Ґрунт    | Мартін Вассальйо Аргуельйо | 5–7, 6–2, 6–1 |

### Парний розряд: (3)
| Ранг | Дата     | Турнір                     | Покриття | Партнер          | Суперники                    | Рахунок       |
| ---- | -------- | -------------------------- | -------- | ---------------- | ---------------------------- | ------------- |
| 1.   | Лип 1998 | Франція F1, Бург-ан-Бресс  | Ґрунт    | Г'юго Армандо    | Жером Енель Мікаель Льодра   | 6–3, 1–6, 6–2 |
| 2.   | Лип 1998 | Франція F2, Екс-ан-Прованс | Ґрунт    | Г'юго Армандо    | Стефан Мате Олів'є Морель    | 6–4, 7–5      |
| 3.   | Лип 1998 | Франція F3, Екс-ле-Бен     | Ґрунт    | Роберто Альварес | Міхал Музікант Каміль Патель | 6–4, 6–2      |